# Неждановка (Северо-Казахстанская область)
Неждановка (каз. Неждановка) — упразднённое село в районе Шал акына Северо-Казахстанской области Казахстана. Упразднено в 2018 г. Входило в состав Сухорабовского сельского округа. Код КАТО — 595653200.

## Население
В 1999 году численность населения села составляла 282 человека (135 мужчин и 147 женщин). По данным переписи 2009 года, в селе проживало 77 человек (41 мужчина и 36 женщин).